# Base aérienne de Leck
La base aérienne de Leck est une ancienne base aérienne de la Luftwaffe, ouverte jusqu'en 1993 située près de la ville de Leck dans l'arrondissement de Frise-du-Nord dans le Schleswig-Holstein dans le nord de l'Allemagne. Elle est aujourd'hui ouverte au trafic civil.